# Ove Rostrup
Ove Georg Frederik Rostrup (29. februar 1864 i Skårup – 25. juni 1933 på Frederiksberg) var en dansk botaniker, mykolog og plantepatolog. Han var mangeårig leder af Statfrøkontrollen. Søn af Emil Rostrup, gift med Sofie Rostrup.
Standard auktorbetegnelse for arter beskrevet af Ove Rostrup: O.Rostr